# Santa Balbina
Santa Balbina es una basílica de la diócesis de Roma, dedicada a Santa Balbina. Fue construida en el siglo IV sobre la casa del cónsul Lucius Fabius Cilo sobre el Cerro Aventino, detrás de los Baños de Caracalla. Posiblemente fue el antiguo Titulus Tigridae, la basílica fue consagrada por el Papa Gregorio I.
El monasterio contiguo tiene una torre de defensa medieval. Dentro de la basílica hay una silla episcopal muy bien decorada al estilo cosmatesque del siglo XIII.[cita requerida] La iglesia fue fuertemente restaurada en la década de 1930 cuando se descubrieron los frescos en las paredes laterales del siglo IX al XIV. Los frescos barrocos en el ábside y en el arco triunfal fueron pintados por Anastasio Fontebuoni en 1599. El arco triunfal está decorado con las figuras de San Pedro y San Pablo mientras que en el ábside podemos ver la imagen de Santa Balbina entre otros tantos mártires.
Un sarcófago antiguo fue también descubierto durante la restauración de la basílica. Es ahora utilizado como fuente.
En 1270 el primer cardenal húngaro conocido, Stephen Báncsa estuvo enterrado en la basílica. Otro clérigo húngaro del siglo XIII, Pál, Obispo de Paphos, levantó un altar en la iglesia para San Nicolás. El altar y las gradas desaparecieron en siglos más tarde, pero una placa conmemora las ofrendas de Pál.
El Cardenal con el Titulus S. Balbinae es actualmente Péter Erdő, Arzobispo de Esztergom. Según Péter Erdő las conexiones húngaras de la iglesia fueron fundamentales en la decisión del papa cuando escogió a Erdo como titular de la Iglesia de Santa Balbina. El cardenal también recomendó a los peregrinos húngaros visitar la basílica y dijo que siente una responsabilidad especial  para con el edificio. Algunos titulares anteriores fueron,  Alfonso de la Cueva, marqués de Bedmar y Francisco Jiménez de Cisneros.
El Padre Simpliciano de la Natividad fundó aquí la Congregación de las Hermanas Franciscanas del Sagrado Corazón.

## Galería

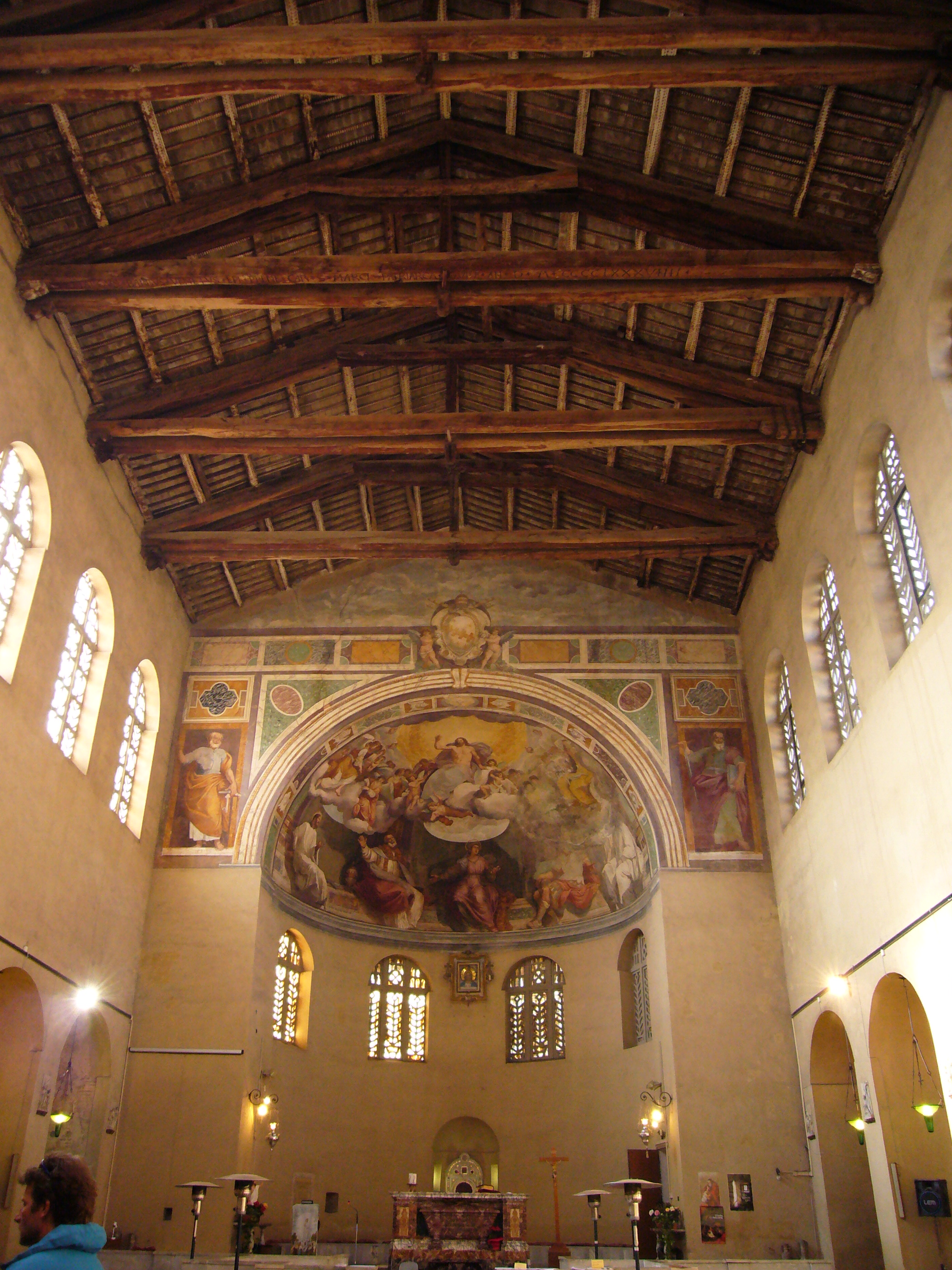
Interior.
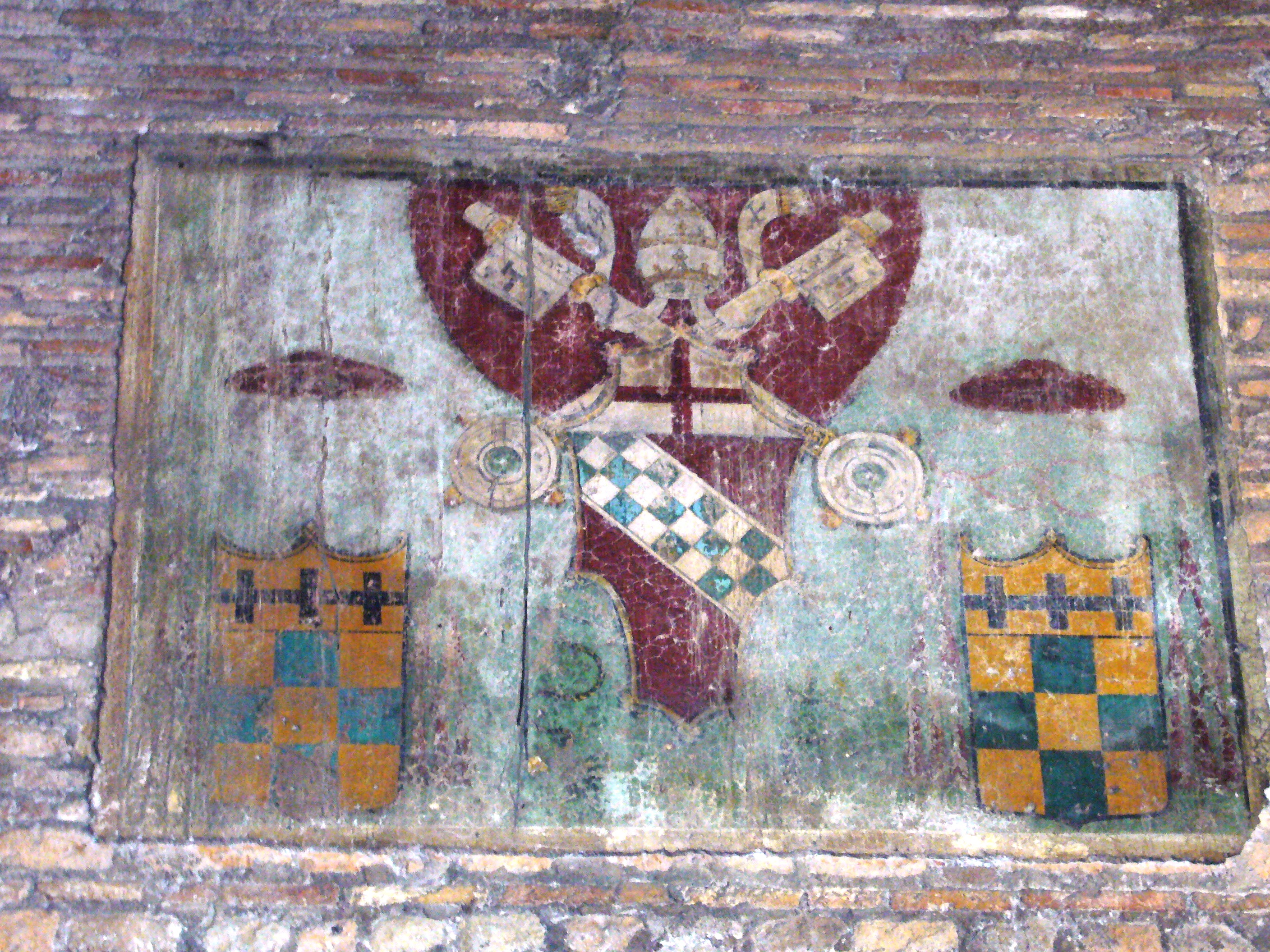
Santa Balbina en Roma: escudo de Armas del Papa Inocencio VIII (1473-1474) en el pórtico.
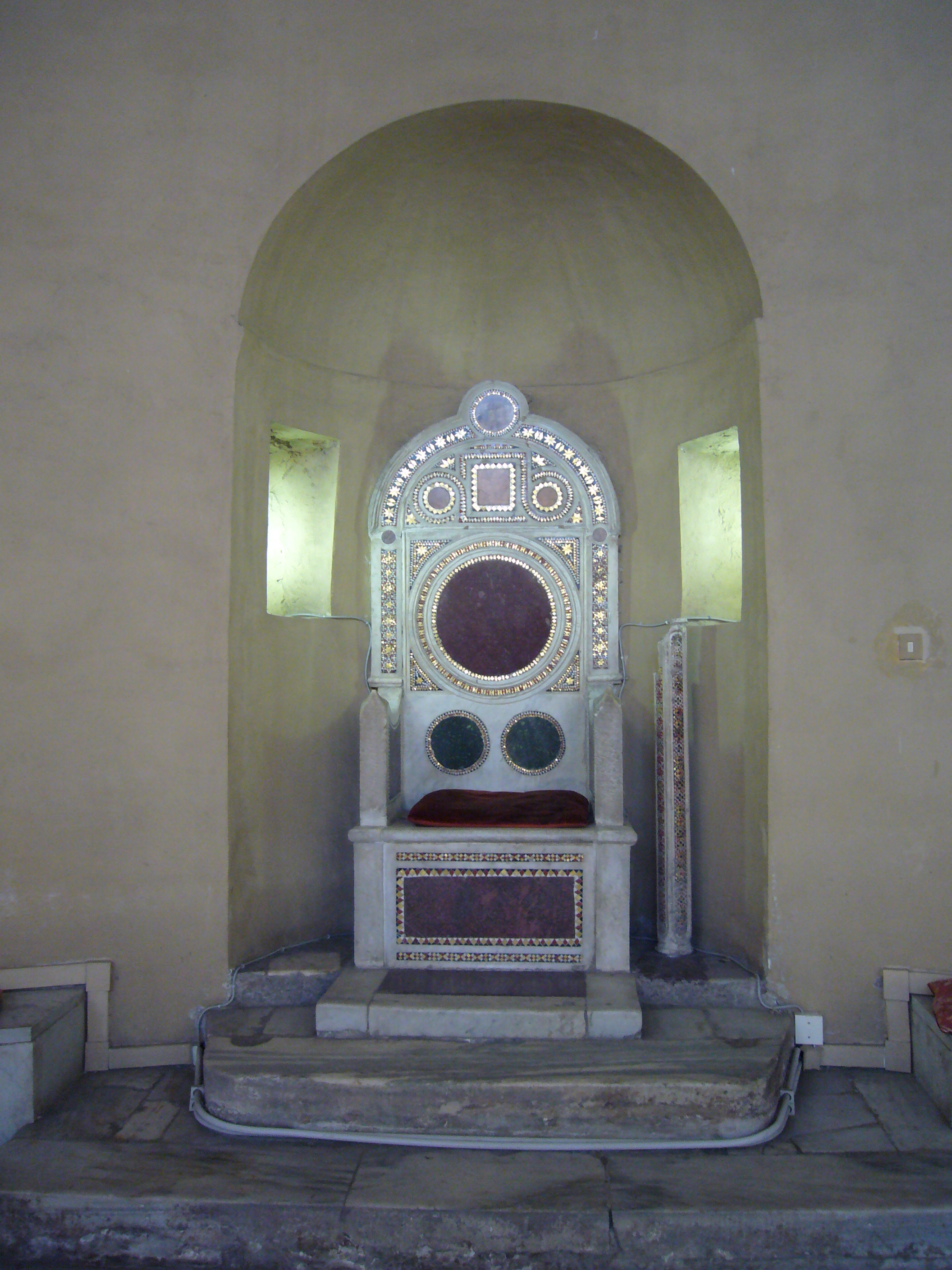
Sede del Obispo - Siglo XIII.
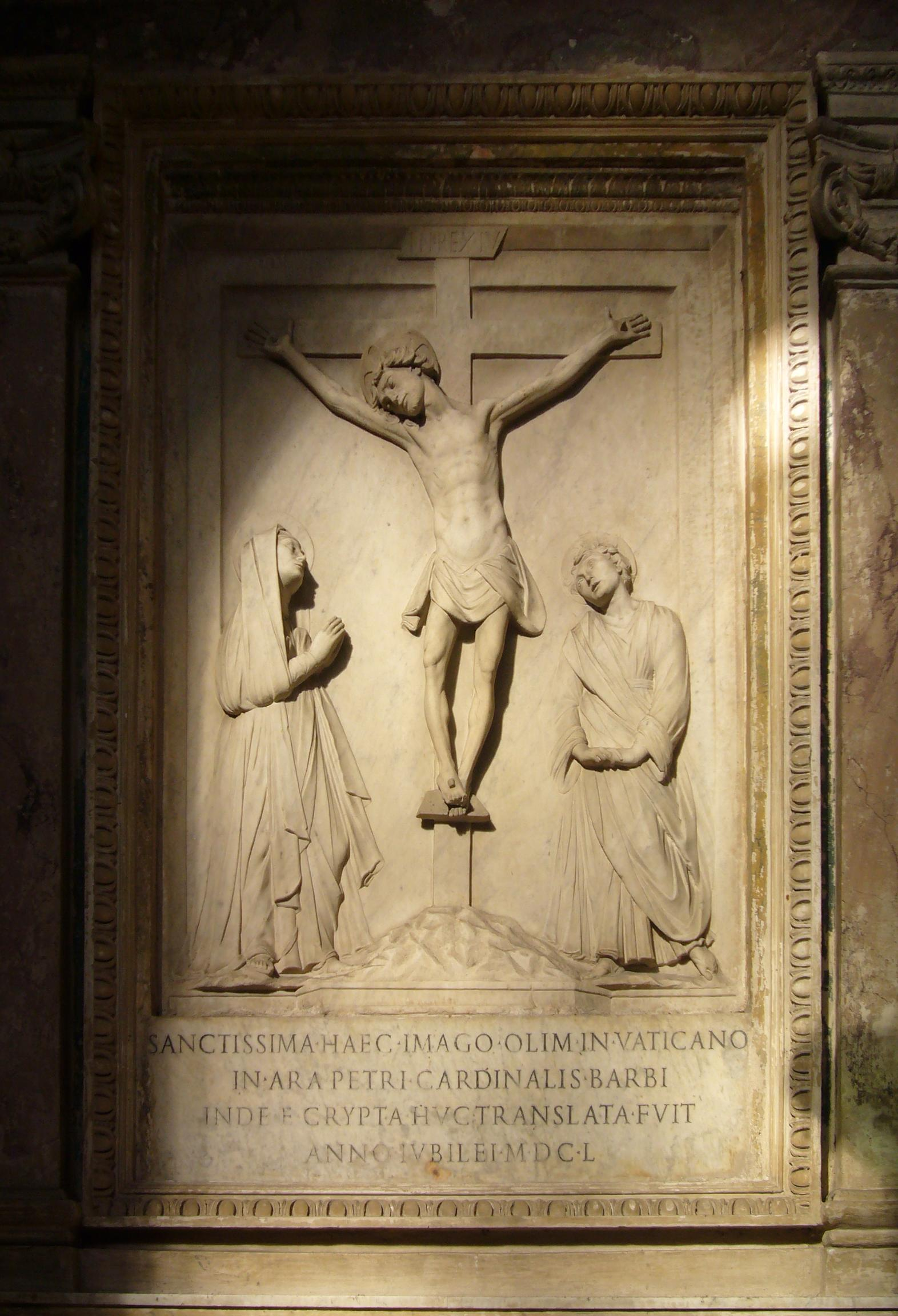
Crucifixión.
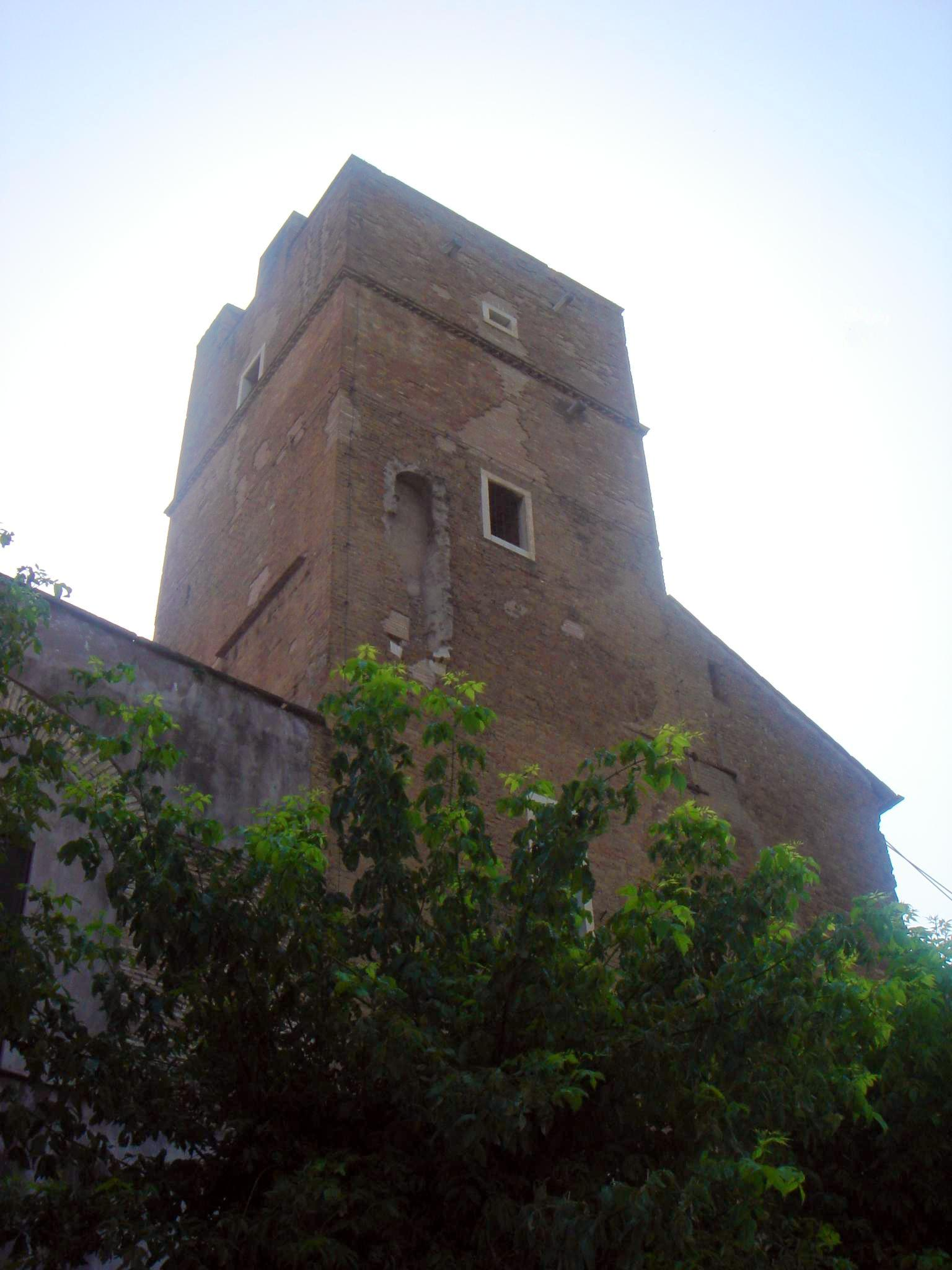
Torre fortificada en el Convento de Santa Balbina.
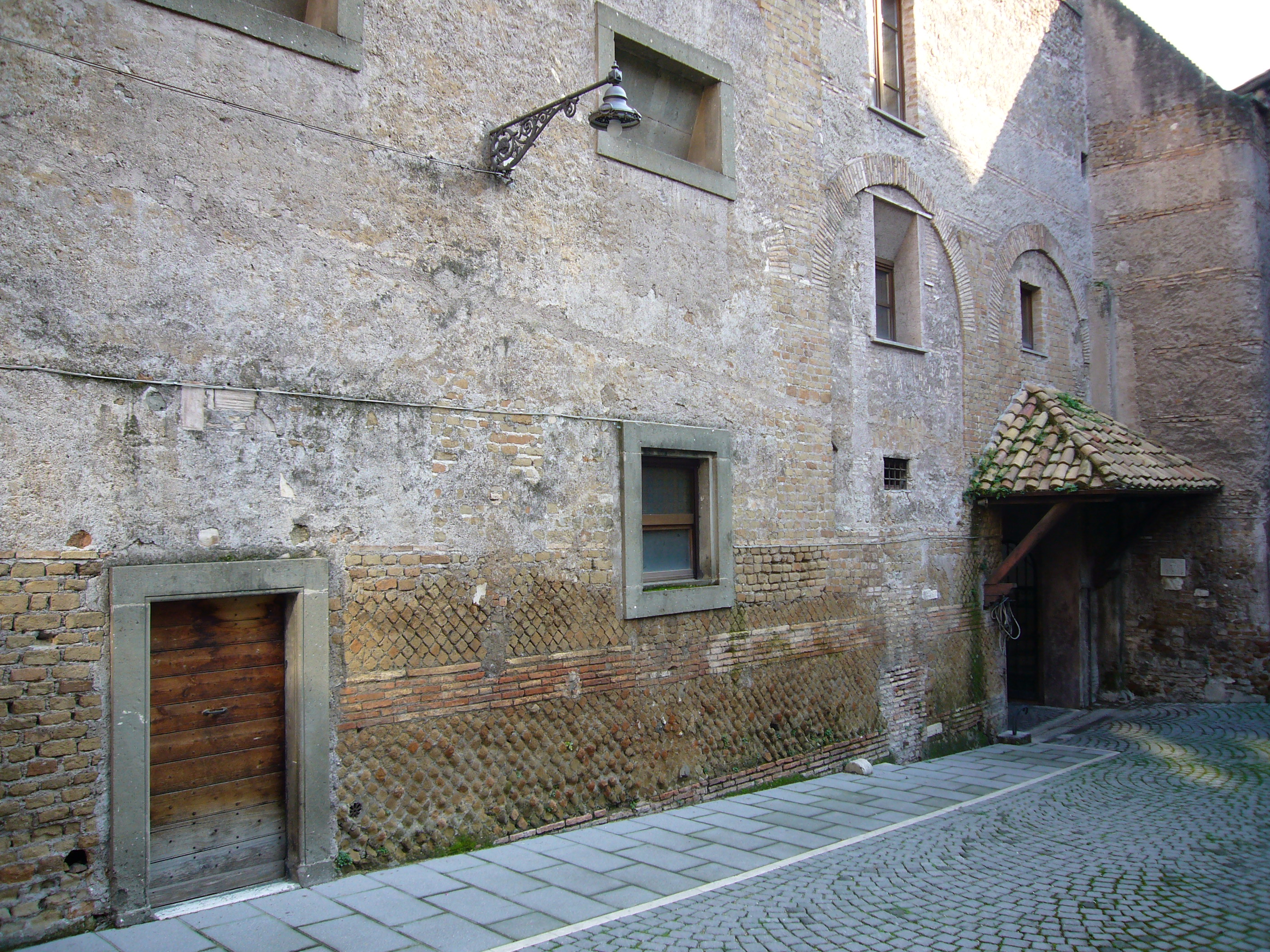
Opus listatum en los muros del convento, ahora llamada Santa Dorotea.
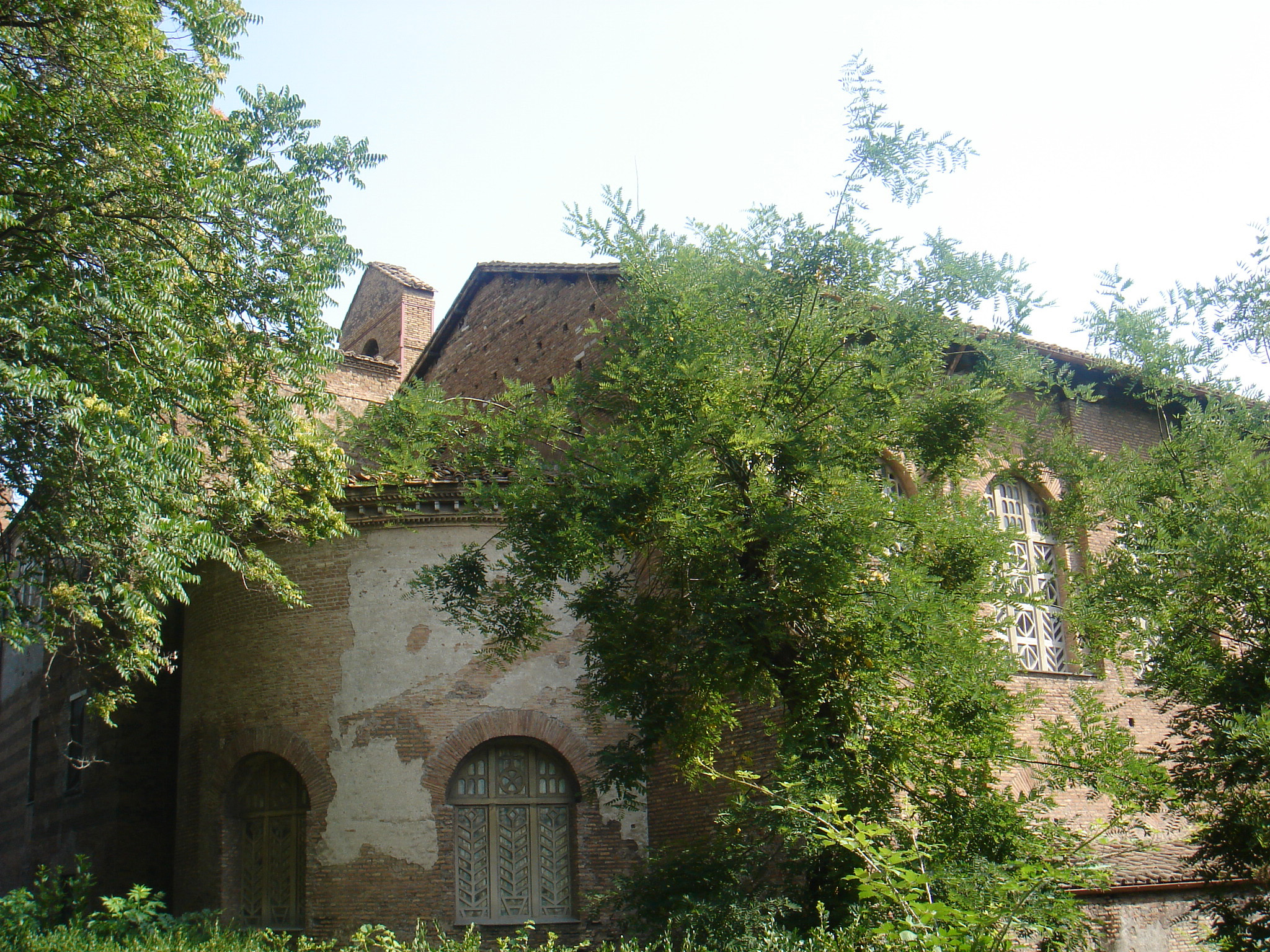
Santa Balbina (exterior).
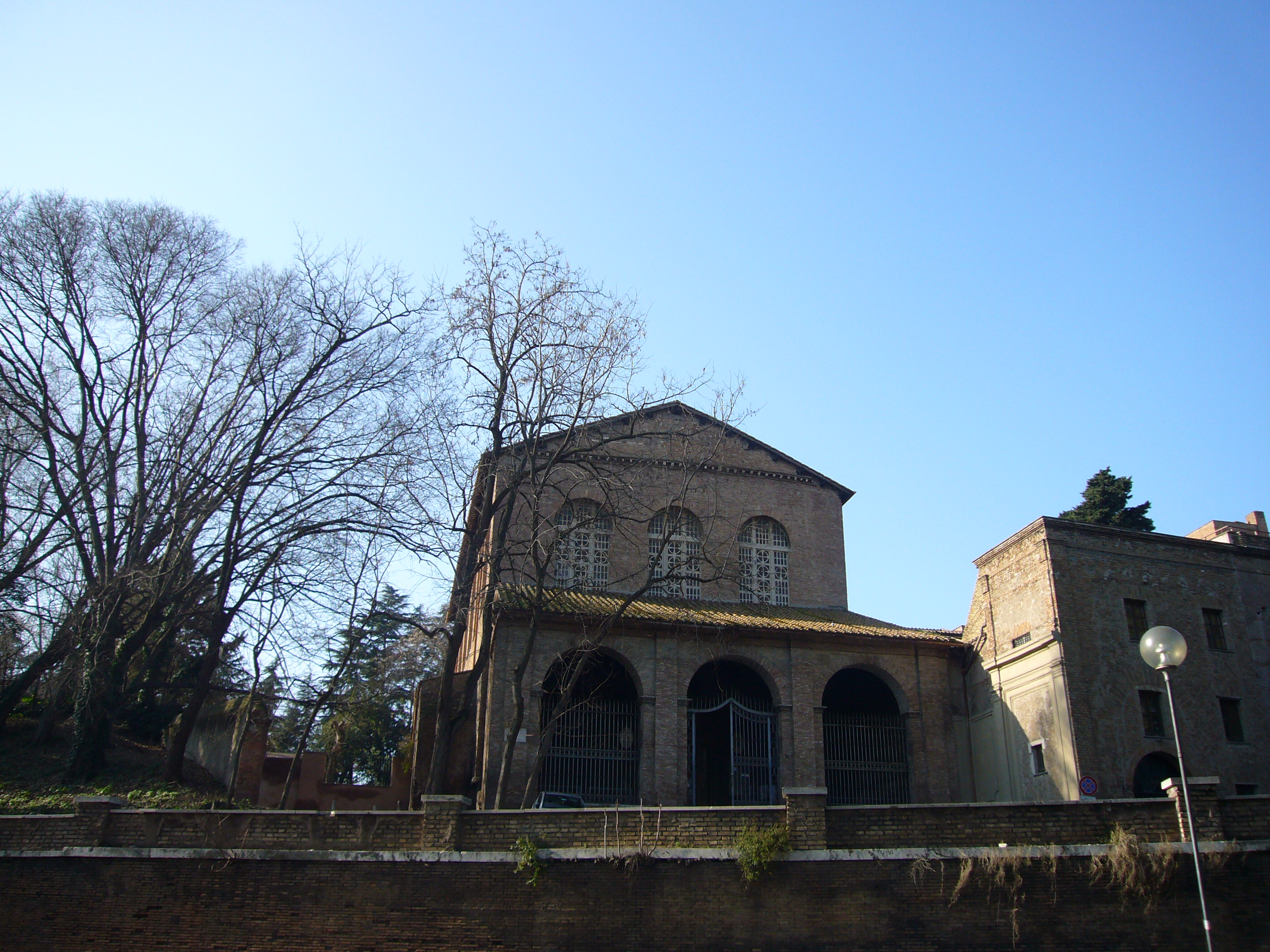
Santa Balbina, desde los Baños de Caracalla.
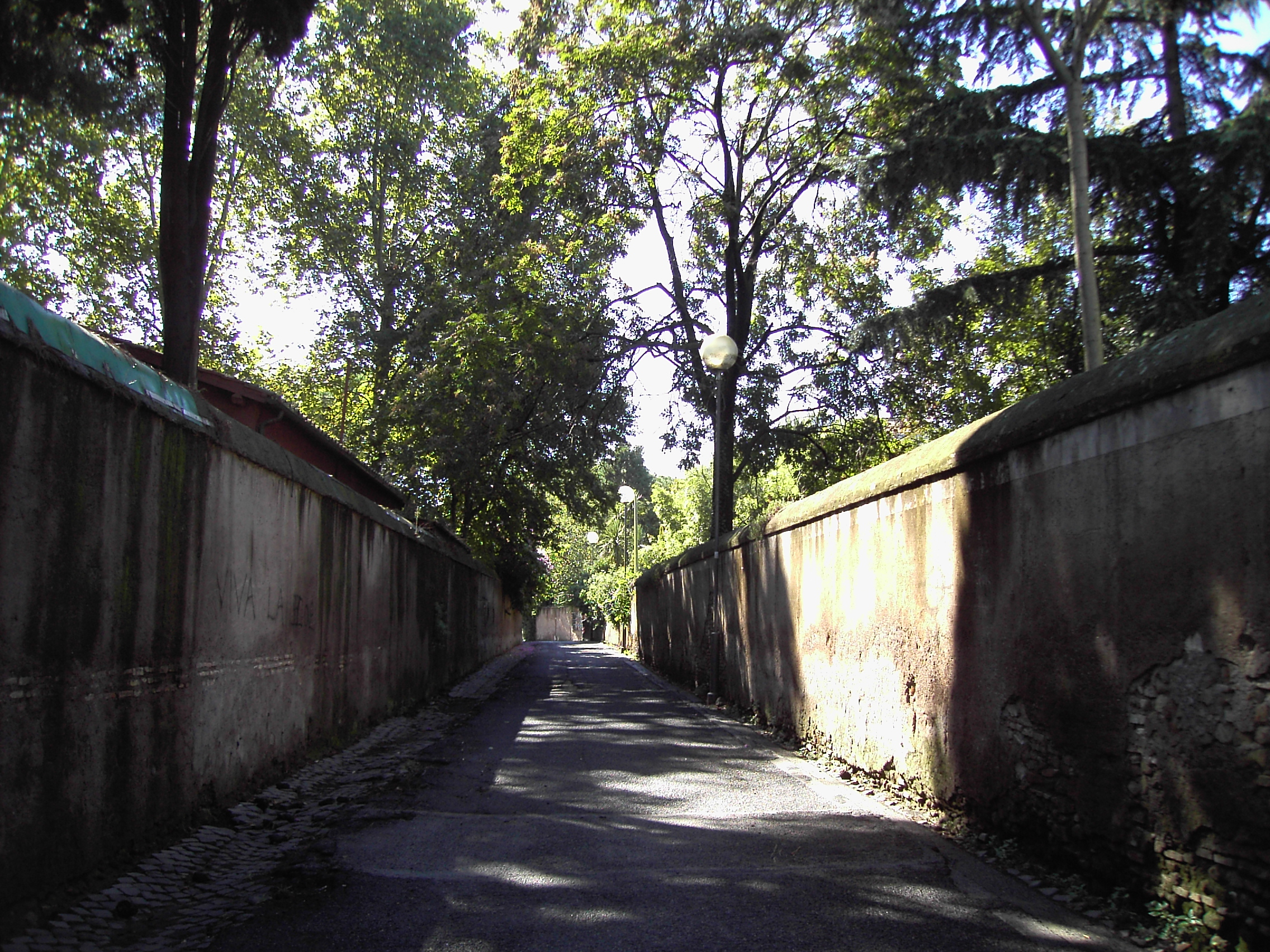
La calle de Santa Balbina.